# Javier de Belaúnde Ruiz de Somocurcio
Javier de Belaúnde Ruiz de Somocurcio (ur. 18 maja 1909 w Arequipie, zm. 24 czerwca 2013 w Limie) – peruwiański historyk, prawnik i polityk

## Życiorys
Urodził się w Arequipie. Był synem Guillermo Javiera Belaúnde Diez Canseco i Julii Ruiz Somocurcio Vizcarry. W 1911 przeniósł się z rodziną do prowincji Castilla, gdzie uczęszczał do szkoły podstawowej. W 1922 wrócił do Arequipy. W 1930 rozpoczął studia na tamtejszym Uniwersytecie Państwowym San Agustin. Aktywnie uczestniczył w ruchu studenckim i w 1933 został wybrany sekretarzem generalnym Federacji Studentów Arequipy. W tym samym roku uzyskał licencjat w dziedzinie nauk humanistycznych, a w 1937 – prawa. Po podjęciu działalności politycznej nie porzucił studiów i w 1942 zdał podyplomowe egzaminy adwokackie.

### Polityk
Od 1939 do 1945 był deputowanym prowincji Castilla w Kongresie Republiki Peru. W latach 1945–1985 przez cztery kadencje (1945–1948, 1956–1962, 1963–1968, 1980–1985) reprezentował w Kongresie prowincję Arequipa.
Był współzałożycielem Narodowego Frontu Demokratycznego (Frente Democrático Nacional), istniejącego w latach 1943–1948. W 1956 należał do współzałożycieli kolejnej formacji – Partii Chrześcijańskich Demokratów (Partido Demócrata Cristiano), przekształconej w 1966 w Chrześcijańską Partię Ludową (Partido Popular Cristiano). Z jej ramienia wszedł do rządu koalicyjnego Daniela Becerry de la Flor podczas prezydentury Fernanda Belaúnde Terry'ego. Od 25 listopada 1966 do 6 września 1967 pełnił funkcję ministra sprawiedliwości i wyznań.
W 1985 wycofał się z aktywnego życia politycznego.

### Historyk
W 1989 został wybrany na prezesa peruwiańskiego Towarzystwa Boliwariańskiego, któremu przewodniczył do 1997. Brał udział w wielu konferencjach naukowych. Był autorem licznych artykułów. Opublikował kilka książek, m.in. Bolivar (1990) i Juan Pablo Viscardo y Guzmán • Ideólogo y promotor de la independencia hispanoamericana (2002).

## Nagrody i wyróżnienia
- 1967 Krzyż Wielki Orderu Państwowej Służby Cywilnej
- 1976 Złoty medal miasta Arequipa
- 1985 Medal Honoru Kongresu Republiki Peru
- 1989 Wielka Wstęga Orderu Oswobodziciela (Wenezuela)
- 2013 Złoty Medal Rządu Regionalnego Arequipy – pośmiertnie